# Sveti Tripun
Sveti Tripun (Lampsak, 232. – Niceja, 250.) bio je ranokršćanski mučenik i svetac Katoličke i Pravoslavnih crkava.

## Životopis
Rođen je 232. godine u kršćanskoj obitelji. Ime, etimoloških korijena "Trüph" (osoba plemenitog duha) je tada bilo uobičajeno. Štovanje ovog sveca započelo je nakon mučeničke smrti u Niceji gdje mu je suđeno pred prefektom cijele Male Azije, Akvilinom (za vlasti rimskog cara Decija). Tada je na upit Akvilina: „Kojeg si stanja?” Tripun je priznao da je kršćanin, izjavom: „Slobodan sam, a po uvjerenju kršćanin!”. Nakon provedenog suđenja odrubljena mu je glava. Tijelo mu je nakon smrti bilo preneseno u Kampsadu, odatle u Carigrad, a iz Carigrada u Kotor. Proslave u njegovu čast ograničene su uglavnom na Južnu Italiju, Boku kotorsku i Dubrovnik. Primjerice, na njegov dan (10. studenoga i 3. veljače) u talijanskom gradu Bariju često se okupi i do 300 000 vjernika.

## Proslava Svetoga Tripuna u Kotoru
Najpoznatija proslava Svetog Tripuna je svakako u Kotoru, čiji je on zaštitnik. Prva spominjanja moći Sv. Tripuna vežu se uz kotorskog građanina Andreu Saracenisa koji je donio moći sv. Tripuna u Kotor, te sagradio crkvu u njegovu čast. Na dijelu oltarske pregrade pronađen je i datum 13. siječnja 809. koji potvrđuje da Kotor već 1200 godina čuva moći Svetog Tripuna. Izvorno, dan mučeništva sv. Tripuna je 2. veljače, međutim zbog blagdana Svjećnice, nije se slavio na taj dan. U samom začetku, moći su se prenosile dan prije 2. veljače ili dan kasnije, većinom 1. veljače. Pisane tragove o proslavi Svetog Tripuna na 1. veljače možemo pronaći u više izvora: Mramorni napuljski kalendar (9. stoljeće), Carigradski sinaksarij, ruski kalendari, grčki sinaksariji, itd. Tragovi slavljenja blagdana dan kasnije vidljivi su i u sljedećim dokumentima: Benediktinski martirologij (Usuardi Martyrologium iz 9. stoljeća), Kapuanski kalendar (9. – 12. stoljeće.), Kotorski kalendar (15. stoljeće). 
Dana 17. rujna 1594. papa Klement VIII. je odredio slavljenje sv. Tripuna za Kotorsku biskupiju na dan 3. veljače, te se od tada ovaj blagdan slavi 3. veljače. Sveti Tripun se u Kotoru slavi i 13. siječnja – Prijenos svetih moći (Karike) i 10. studenoga – Mali Tripundan.

## Unutarnje poveznice
- Tripundanske svečanosti i kolo sv. Tripuna – tradicije bokeljskih Hrvata u Hrvatskoj